# Ajrak

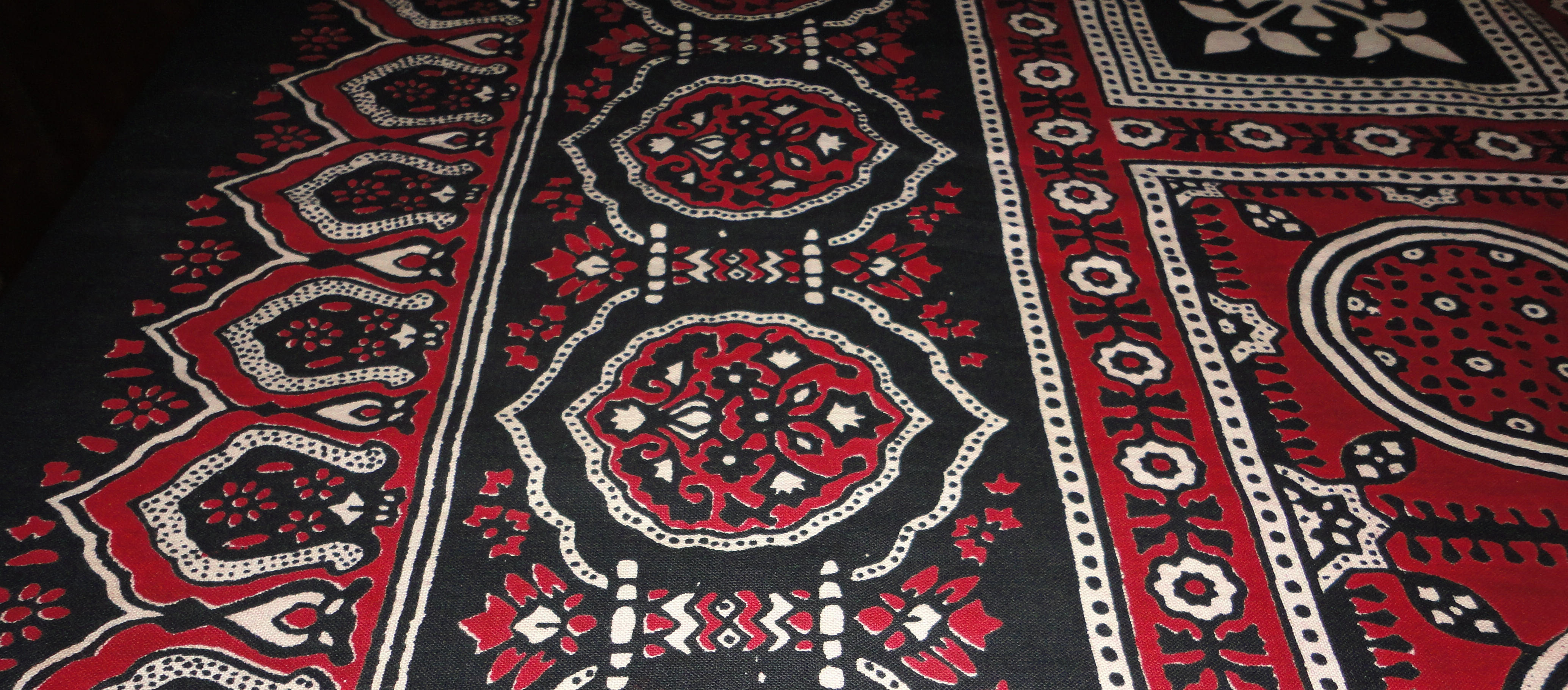
Ajrak (Sindhi: اجرڪ)

Ajrak ( Sindhi : اجرڪ ), también conocido como Ajrakh, es una forma única de impresión en bloque que se encuentra en Sindh, Pakistán. Estos chales muestran diseños y patrones especiales hechos con impresión en bloque mediante sellos. A lo largo de los años, los ajraks se han convertido en un símbolo de la cultura y las tradiciones sindhi.[1] La impresión de Ajrak también es famosa en las áreas vecinas de la India en los estados de Rajasthan y Gujarat.[2]

## Historia
Los primeros asentamientos humanos en la parte baja del valle del Indo encontraron una forma de cultivar y utilizar Gossypium arboreum comúnmente conocido como algodón de árbol para hacer ropa. Se cree que estas civilizaciones dominaron el arte de fabricar tejidos de algodón.
Un busto de un sacerdote-rey excavado en Mohenjo-daro, actualmente en el Museo Nacional de Pakistán, muestra un hombro envuelto en un trozo de tela que se asemeja a un ajrak. Destaca el patrón de trébol grabado en la prenda de la persona intercalado con pequeños círculos, cuyos interiores estaban rellenos de un pigmento rojo. Este símbolo ilustra lo que se cree que es un edificio que representa la fusión de los tres discos solares de los dioses del sol, el agua y la tierra. Las excavaciones en otras partes del Viejo Mundo alrededor de Mesopotamia han producido patrones similares en varios objetos, sobre todo en el diván real de Tutankamón. Patrones similares aparecen en impresiones ajrak recientes.
El nivel de geometría de la prenda proviene del uso de un método de impresión llamado impresión en bloques de madera en el que las impresiones se transfirieron a partir de formas geométricas grabadas en los bloques de madera presionándolos con fuerza sobre la tela.
La tradición aún prevalece siglos después, y la gente todavía usa los mismos métodos de producción que se usaban en los días anteriores para crear un ajrak. La prenda se ha convertido en una parte esencial de la cultura sindhi y la vestimenta de los sindhis. Los hombres lo usan como turbante, fajín o lo enrollan alrededor de sus hombros o simplemente lo cuelgan sobre un hombro. Las mujeres lo usan como dupatta o chal y, a veces, como columpio improvisado para los niños. Los ajraks suelen tener entre 2,5 y 3 metros de largo, estampados en colores intensos predominantemente carmesí intenso o un índigo profundo con algo de blanco y negro que se usan con moderación para dar definición a la simetría geométrica en el diseño.
Los ajraks se elaboran en todo Sindh, especialmente en Matiari, Hala, Bhit Shah, Moro, Sukkur, Kandyaro, Hyderabad y muchas ciudades de Upper Sindh y Lower Sindh.
El ajrak es una parte integral de la cultura sindhi y el nacionalismo sindhi. Su uso es evidente en todos los niveles de la sociedad y se tiene en alta estima, con el mayor respeto que se le da. Según las tradiciones sindhi, los ajraks a menudo se presentan como obsequios de hospitalidad a los invitados y se presentan a la persona que es absolutamente respetable. También se usan en ocasiones festivas como bodas y eventos culturales. Muchos políticos prominentes de Sindh usan ajraks públicamente, incluida la ex primera ministra paquistaní fallecida, Benazir Bhutto.

## Tintes
Los productos artesanales de Ajrak están hechos con tintes naturales. Toda la producción de los productos incluye tintes vegetales y tintes minerales. El índigo es un tinte clave.
Productos de tintes naturales utilizados en la artesanía ajrak
Bloques de Ajrak 
El patrón más comúnmente observado en los bloques Ajrak y, por lo tanto, la tela son puntos entre dos líneas, estos puntos tienen el mismo radio en casi todo el diseño. Estos puntos fueron inicialmente tallados a mano, sin embargo, más tarde se usaron clavos de latón para llenar los espacios entre las dos paredes. Este aspecto es crucial para determinar la experiencia del artesano.
La era mogol tiene una profunda influencia en estos diseños. Los musulmanes siguieron un sentido de geometría fuerte en sus patrones y la mayoría de los patrones se formaron mediante la interacción de dos o más círculos. Los bloques Ajrakh fueron diseñados inspirándose en los elementos arquitectónicos musulmanes que forman el 'Mizan': equilibrio y orden. Los patrones de repetición fueron determinados por el sistema de cuadrícula. Se utilizó una representación simétrica abstracta de los elementos circundantes y el entorno. [3]

Ajrakh imprime sobre Saree
Honor 
Sindhi Ajrak, junto con la gorra sindhi , se otorga a los invitados como un honor. [4] Esto tiene dos propósitos. Primero, hace que el huésped se sienta cómodo con el anfitrión. En segundo lugar, permite al huésped apreciar la cultura sindhi.

Comparación visual de los tintes químicos y naturales utilizados en la impresión en bloque Ajrakh.
Uso moderno 
Ajrakh se ha vuelto cada vez más popular entre los amantes de la impresión en bloque. Después del terremoto, ha habido un aumento en la demanda de Ajrakh, moviendo su estatus de una vestimenta de casta tribal local a una artesanía digna de la pasarela [5] Esto ha llevado a una gran cantidad de fondos y dedicación de una variedad de marcas enfocadas a la innovación en la impresión en bloque. Se han desarrollado colores más nuevos, junto con nuevos bloques, técnicas, etc. [6]
Ajrakh ha sido predominantemente una artesanía que utiliza tintes naturales, lo que lo hace inherentemente caro. Sin embargo, con el aumento de la demanda de productos de moda rápida y artículos más baratos, se han utilizado tintes químicos en los productos de Ajrakh.
- Datos: Q104218192
- Multimedia: Ajrak / Q104218192